# Coelho Lisboa
João Coelho Gonçalves Lisboa, mais conhecido como Coelho Lisboa (Areia, 27 de junho de 1859 — 11 de julho de 1918) foi um professor e político brasileiro.
Foi senador pelo Estado da Paraíba entre 1905 e 1909, além de deputado federal de 1894 a 1899.
Foi membro da Academia Paraibana de Letras.